# Franziska Klähr

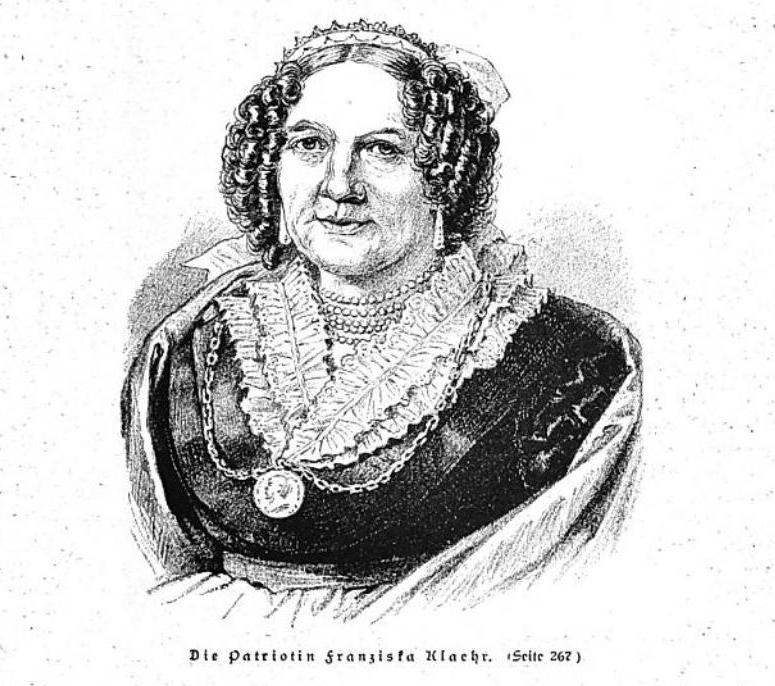
Franziska Klähr (1774–1850)

Franziska Klähr (* 7. August 1774 in Wien als Franziska Prokesch; † 15. April 1850 in Wien) war eine Schlosserin und Wohltäterin in Wien.

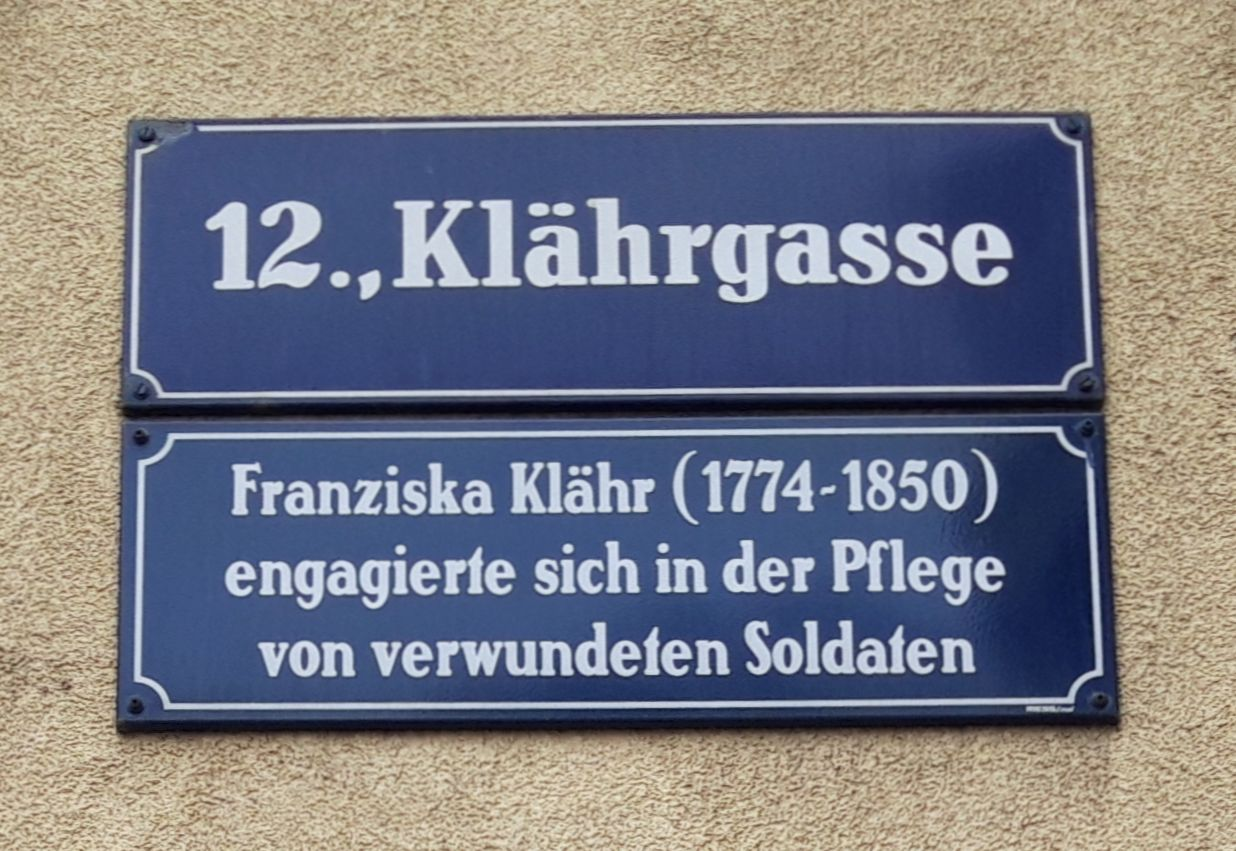
Klährgasse in Wien-Meidling

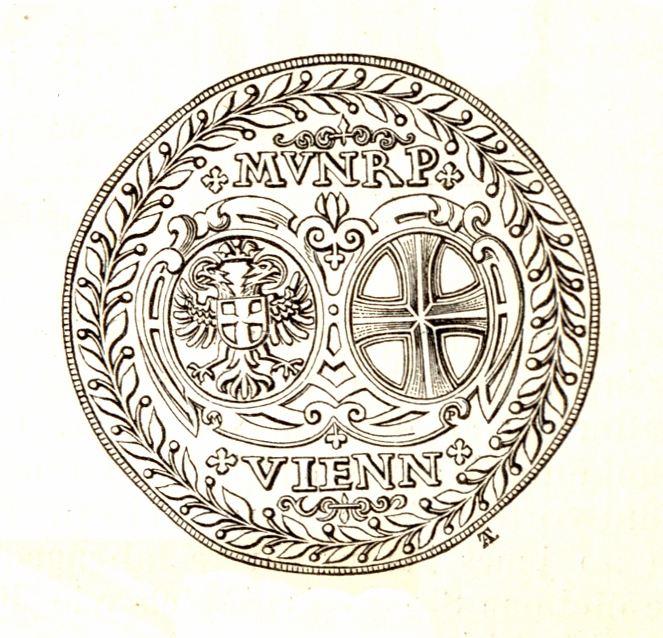
Salvatormedaille

## Leben
Franziska Klähr verlor im Alter von acht Jahren ihren Vater, der ungarischer Hofagent war, und heiratete mit 16 Jahren den Schlossermeister Josef Klähr (1753; † 13. Februar 1822). Als dieser 1822 starb, führte sie das Gewerbe allein erfolgreich weiter.
Schon früher begann sie ihre wohltätigen Werke. Mit knapp 30 Jahren pflegte sie beim Dritten Koalitionskrieg verwundete Österreicher und Russen im Augustiner- und Michaelerspital. Im Kriegsjahr 1809 nach der Schlacht bei Aspern und der Schlacht bei Wagram (Fünfter Koalitionskrieg) pflegte sie Verwundete und unterstützte Hilfsbedürftige mit Pflege, Nahrung, Wäsche und Geld. Im von den Franzosen besetzten Wien leistete sie mit ihren Kindern und Gesellen freiwillige Pflegedienste an österreichischen und russischen Kriegsgefangenen. Als sie auch 200 Mann loskaufte, wurde sie von der französischen Militärbehörde geahndet und musste mit ihren Kindern fliehen.
Franziska Klähr galt schon zu Lebzeiten als Beispiel tätiger Nächstenliebe, welche auch die Feinde anerkannten. Arthur Schnitzler verewigte ihren Namen in seiner dramatischen Historie „Der junge Medardus“.
Heute ist in Wien eine Straße im 12. Wiener Gemeindebezirk nach ihr benannt.

## Auszeichnungen
- 1806: Große Goldene Ehrenmedaille mit der Kette, verliehen von Kaiser Franz II
- 1814: Medaille von König Friedrich Wilhelm III. von Preußen
- 1814: Brillantring von Alexander I., Kaiser von Russland
- 1818 wurde Franziska Klähr wirkendes Mitglied des adeligen Armenvereins
- 1844: Zehnfache Goldene Salvatormedaille, verliehen vom Wiener Magistrat